# Louis-Nicolas Clérambault
Louis-Nicolas Clérambault /lwi nikɔˈla kleʁɑ̃ˈbo/ (Parigi, 19 dicembre 1676 – Parigi, 26 ottobre 1749) è stato un organista e compositore francese. È uno degli esponenti più importanti della scuola organistica francese del terzo periodo, quello in cui questa scuola musicale raggiunge il massimo grado d'innovazione; è noto anche per aver tentato una fusione tra lo stile italiano e quello francese nel genere della cantata. Nonostante ciò, la sua opera è pressoché dimenticata dagli esecutori moderni e scarsamente considerata, come molti compositori di quella stessa corrente.

## Biografia
Clérambault nacque da una famiglia di musicisti: suo padre e due dei suoi figli furono anch'essi musicisti. In tenerissima età attese allo studio del violino e del clavicembalo, studiando anche l'organo con André Raison. Intraprese anche studi di composizione e canto.
Clérambault divenne organista principale nella chiesa degli Agostiniani, entrando anche al servizio di Madame de Maintenon. Dopo la morte di Luigi XIV e di Nivers, subentrò a quest'ultimo come organista nella celebre e rinomata chiesa di Saint-Sulpice e alla casa reale di Saint-Cyr, un'istituzione per giovani fanciulle e per la nobiltà decaduta. Qui fu responsabile di ogni questione musicale, dell'organo, della direzione corale e altro ancora. Fu qui, luogo ove rimase anche dopo la morte di Madame de Maintenon, che sviluppò il genere della cantata “alla francese” della quale fu maestro indiscusso. Nel 1719 prese il posto del suo maestro André Raison all'organo della chiesa dei Domenicani.
Morì a Parigi in tranquillità nel 1749.

## Opere
Tra le sue opere fondamentali :
- numerosi brani a fine religioso, tra cui mottetti, inni, rielaborazioni sul Magnificat, sul Te Deum ecc.;
- più di 25 cantate profane, su soggetto spesso ispirato alla mitologia greco-romana;
- sonate per violino e basso continuo:
- un libro di danze per il clavicembalo (1704) in cui fece uso della nuova forma del cosiddetto "preludio non misurato" (ossia senza nessuna indicazione di ritmo e di tempo);
- un libro di brani d'organo, consistenti in due suite (1710), nelle quali lo spiccato senso melodico risalta sopra il tema religioso-ecclesiastico. Pare che queste due suite dovessero far parte di un ciclo di pezzi in tutte le tonalità, che però non fu mai realizzato.